# Franc-maçonnerie dans le monde
La franc-maçonnerie dans le monde présente sur tous les continents,  vit le paradoxe de proclamer une recherche d'universalisme, tout en existant sous des modes extrêmement différents selon les époques et les pays. 
Dans le monde en 2005, elle compte entre 2 et 4 millions d'adhérents, contre 7 millions dans les années 1950. Cette baisse d'effectifs a touché principalement la maçonnerie anglo-américaine dont les effectifs avaient presque doublé dans les dix années qui suivirent la Seconde Guerre mondiale avant de diminuer progressivement de plus de 60 % au cours des cinquante ans suivantes. 

## Afrique
La franc-maçonnerie en Afrique est active depuis le XVIIIe siècle mais reste au XXIe siècle un espace à faible densité maçonnique au regard de sa population. Elle connaît des interdictions politico-religieuses au cours de son histoire mais voit un nouveau dynamisme se développer vers la fin du XXe siècle, malgré les attaques régulières des courants religieux. Héritière de l’action des francs-maçonneries occidentales, elle est  largement marquée par la colonisation européenne. Son influence est très diverses selon les états, elle est surtout présente dans les milieux urbains et élitaires. Depuis le début du XXIe siècle, elle connait un phénomène de construction d'une « afro-maçonnerie » avec l'arrivée des loges de Prince Hall et la revue de certains rites maçonniques dans une perspective africaine.

## Amérique du Nord

### Canada
Deux des plus anciennes loges de la Nouvelle-France qui existent encore aujourd'hui, l'« Antiquity Lodge » n°1 et la loge Albion n°2, furent créées respectivement à Montréal et à Québec en 1752. Au Canada, ce sont les francs-maçons traditionnels du courant dit régulier qui ont historiquement prédominé.

### États-Unis
La franc-maçonnerie a pignon sur rue aux États-Unis. Les francs-maçons américains représentent environ deux tiers des francs-maçons du monde entier, soit environ quatre millions, regroupés dans 50 grandes loges indépendantes les unes des autres et dans 15 000 ateliers, ce chiffre ne tenant pas compte des Grandes Loges de Prince Hall spécifique aux Afro-Américains. Chaque État des États-Unis a sa propre grande loge.

### Mexique
Faisant partie de l'espace géographique nord américain dans sa partie méridionale, mais relevant de la culture latino-américaine, le Mexique devint indépendant du royaume d'Espagne au terme de la guerre d'indépendance du Mexique (1810-1821). La plus ancienne loge attestée dans ce pays fut fondée à Mexico en 1806. La première Grande Loge du Mexique date, elle, de 1813. Elle fut suivie en 1824 de la création d'une autre Grande loge, la Gran Logia mexicana, sous l'influence de la franc-maçonnerie américaine. Par la suite la franc-maçonnerie du Mexique compta de nombreux présidents de la République, notamment Benito Juarez, et s'engagea politiquement en faveur de l'enseignement laïque, des libertés publiques et de l'aide à la paysannerie pauvre.

## Amérique latine
L'Amérique latine et les Caraïbes représentent après les États-Unis et largement devant l'Europe le second foyer maçonnique le plus important du monde. Son implantation est à l'image de sa situation en Europe au XVIIIe siècle et au début du XIXe siècle. La franc-maçonnerie joue un rôle important dans les anciennes colonies espagnoles et portugaises, ou les loges s'impliquent fortement dans plusieurs étapes clés de l'histoire de ce sous-continent et notamment lors de l'accession à l'indépendance des pays qui le compose.

## Asie

### Turquie
Une franc-maçonnerie de type français s'implante en Turquie au tout début du XXe siècle. Elle s'implante tout d'abord à Salonique puis à Istanbul par les loges militaires nées de la guerre de Crimée et des loges d'intellectuels qui prennent appui sur les professeurs français des écoles de l'Alliance israélite universelle fondée par Gaston Crémieux.

### Israël
La franc-maçonnerie en Israël s'implante avec l’arrivée d’immigrants aux origines diverses qui donnent naissance à des loges en langue anglaise, française, allemande, espagnole, turque, russe, roumaine s’appuyant parfois sur les rites de chacun des pays.

### Liban
La franc-maçonnerie institutionnelle s'implante au Liban en 1861 et rayonne largement dans les pays voisins. En 1950, à Beyrouth, est créé le Grand Orient Arabe (il fusionne en 2010, l'année de sa création, avec le Grand Orient Arabe Œcuménique).

## Europe
La franc-maçonnerie en Europe se développe et s'implante selon diverse pratique depuis le XVIIe siècle. À la suite de sa naissance en Écosse elle connait sa première structuration obédientielle en Angleterre avec la création de la Grande Loge de Londres et de Westminster au début du XVIIIe siècle en 1717. Traversant la Manche, ce nouvel espace de sociabilité prend pied sur le continent et se développe sous diverses formes tout en conservant son corpus originel symbolique et légendaires des XVIIe et XVIIIe siècles. Espace de sociabilité, sa diffusion sur le continent commence en 1720. Elle connait plusieurs restrictions et interdictions partielles ou totales au cours de ses trois siècles d'existence. Au XXIe siècle, elle est présente de manière plus ou moins importante dans la quasi-totalité des pays européen. Les obédiences masculines, mixtes ou féminines qui la composent, s'organisent en plusieurs associations internationales de sensibilités différentes, mais qui favorisent toujours les échanges et les rencontres formelles.